# Władysław Stachurski
Władysław Stachurski (Piotrkowice, 27 maart 1945 – Warschau, 13 maart 2013) was een Pools voetballer en voetbalcoach.
Stachurski was verdediger, speelde acht interlands voor Polen en maakte één keer een doelpunt. Hij maakte zijn debuut voor zijn land in Luxemburg op 12 oktober 1969 (Polen won 1-5) en zijn laatste wedstrijd was tegen Tsjecho-Slowakije in Praag (eindstand 2-2) op 25 oktober 1970.
Hij begon zijn loopbaan in 1964 bij Legia Warschau en speelde zijn gehele loopbaan tot 1973 daar.
Daarna werd hij coach bij verschillende Poolse clubs: Zawisza Bydgoszcz, Widzew Łódź, Świt Nowy Dwór Mazowiecki en Legia Warschau. In 1995-1996 was hij even bondscoach van Polen.